# 北向道陳
北向 道陳（きたむき どうちん、永正元年（1504年） - 永禄5年1月18日（1562年2月21日））は、室町時代の茶匠。堺の舳松町（へのまつちょう）に住む。千利休の最初の師。

## 略歴
本姓は荒木。家が北向きであったため「北向」と名乗った（堺、北向町に住んでいたからとも）。豪商、思想家ともいわれるが、本職は医師であったとの説が有力。隠者となって、能阿弥の弟子・島右京（空海）より東山流の茶法を受け、近所に住む武野紹鴎と交わりが深く、門弟の千宗易（後の利休）を紹鴎に推薦してその弟子とさせた話は有名。唐物目利として知られ（道陳好み）、虚堂の墨蹟、甲肩衝、善好茶碗、後に信長に献じられた松花の茶壷などの名物道具を多数所持していた。紹鴎の「わび茶」「草庵の茶」に対し、「台子の茶」｢書院の茶」を伝えていたとされるが、利休の「わび茶」にも少なからぬ影響を与えている。墓は菩提寺であった堺の妙法寺（日蓮宗）にある。

## 逸話
茶室は西向きに構えていたが、ある人が「西向きだと光線が不安定でよくない」と言ったところ、「茶会は朝にしか開かない」と答えたという。